# Хедебю

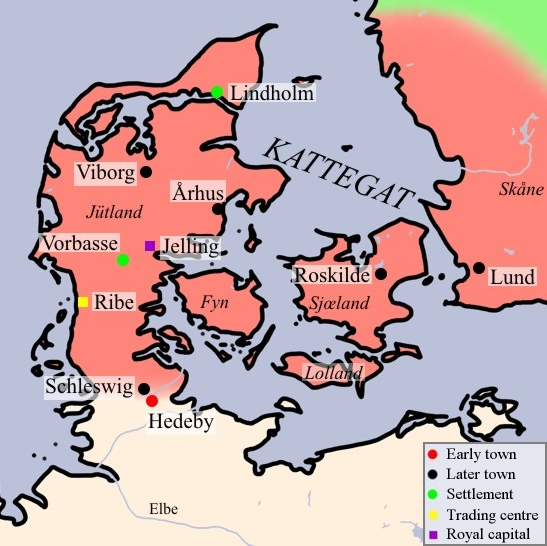
Географическое положение Хедебю.

Хедебю (Хайтхабу, нем. Haithabu, дат. Hedeby, др.-исл. Heiðabýr — от heiðr = пустошь, и býr = поселение, двор) — важнейший торговый центр датских викингов, расположенный в глубине фьорда Шлей, на пересечении торговых путей из бассейна Балтийского в бассейн Северного моря (здесь суда перетаскивались волоком в обход Зунда) и из Каролингской империи в Данию — так называемый Воловий путь (Оксенвег) или Хервайен (Hærvejen — «дорога воинов»). Ныне это север земли Шлезвиг-Гольштейн в Германии, район Шлезвиг-Фленсбург, посёлок Бусдорф, в 42 км от датской границы (по автомагистрали А7).
Археологический комплекс Хедебю включает в себя полукруглый вал городища, соединённый с системой оборонительных сооружений Даневирке (Датский вал), городище, южное поселение, ряд могильников, камерное погребение в драккаре и четыре рунических камня.

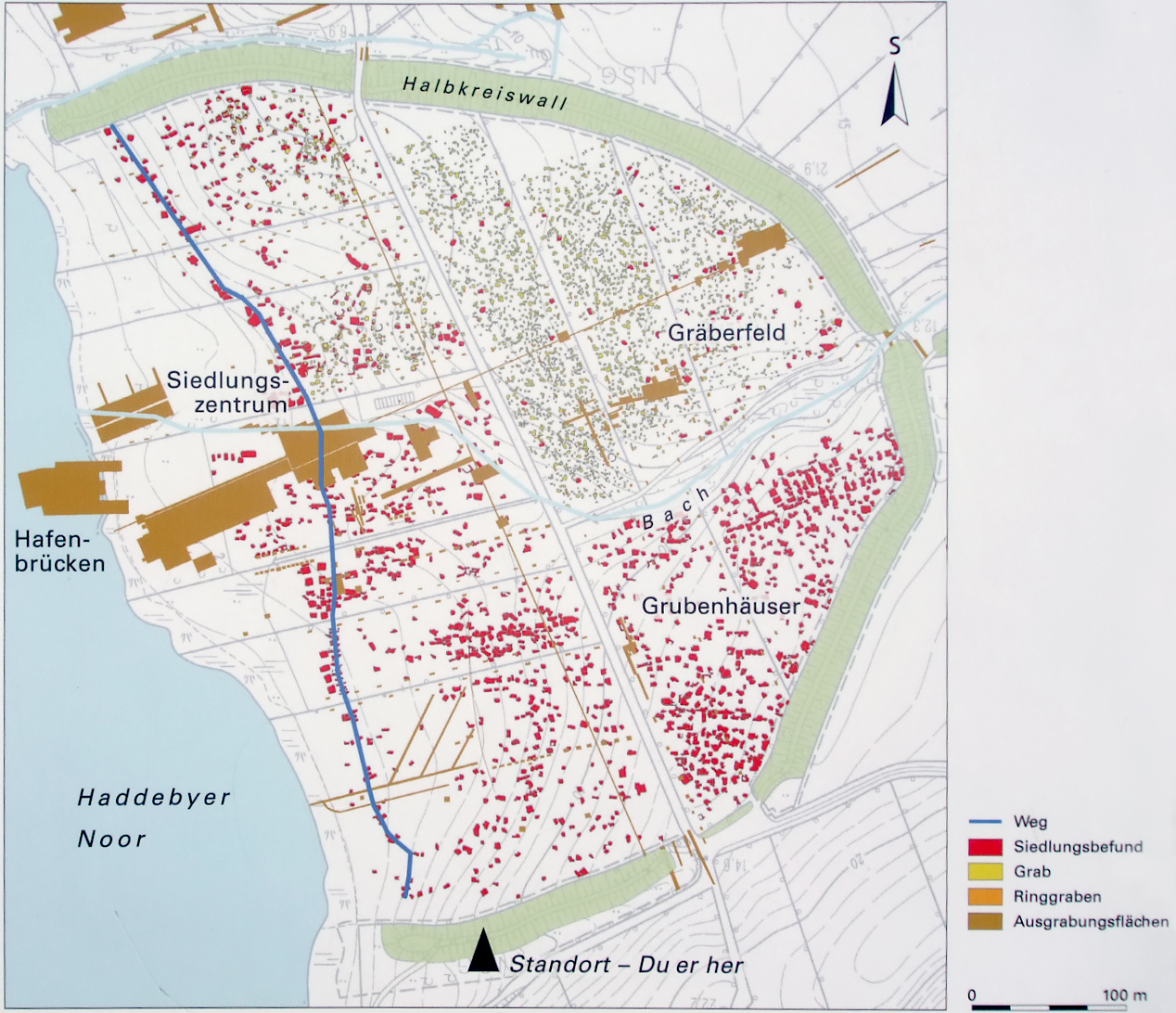
План Хайтхабу

## История
Впервые Хедебю упоминается в «Анналах королевства франков» в связи с военной деятельностью датского короля Гудфреда против империи Карла Великого. В 804 году он собирает в Слиесторпе (так латиноязычные источники называют Хедебю) войско и флот. Торговое значение города начало проявляться начиная с 808 года, когда датский король разорил его конкурента в славянской земле — город Рерик, переселив из него ремесленников и купцов в Хедебю. В 811 году впервые фиксируется строительная деятельность на городище (дендродата). Около 850 года в Хедебю с разрешения датского конунга Хорика I миссионером Ансгаром построена христианская церковь.
В конце IX века — согласно Адаму Бременскому — в южной Ютландии появляется «Олав из Свеаланда» и начинается правление так называемой «шведской династии» (до 930-х годов). Появление в это время в окрестностях Хедебю рунических камней (Большой и Малый камни Сигтрюгга, сына Олава) позволяет предположить, что центр династии находился именно здесь, так как поминальные стелы обычно устанавливались в родовых поместьях.
В 934 году — по Видукинду Корвейскому — германский король Генрих Птицелов разбил датского короля Кнуда возле Хедебю и заставил того креститься. В 948 году был учреждён епископат Хедебю (наряду с епископатами Рибе и Орхус).
В середине X века сооружается полукруглый вал выстой до 9 м, окружающий поселение с суши (охватывает территорию в 24 га) и расширяется гавань (ок. 965 года). В том же году Хедебю посещает арабский купец и дипломат Аль Тартуши. В 968 году зафиксирована строительная деятельность на вале, соединяющем укрепления Хедебю с Датским валом. В 974 году Датский вал был захвачен императором Оттоном II, который построил вблизи вала германскую крепость. Спустя девять лет, в 983 году произошло восстание против германского владычества в Дании и среди западнославянских племён. В результате была разрушена германская крепость и Хедебю перешёл под власть датских королей.
Последняя строительная деятельность на городище зафиксирована археологически в 1020 году (дендродата).
В 1050 году Хедебю был разрушен отрядами норвежского короля Харальда Сурового, а в 1066 году остатки поселения были сожжены западнославянскими отрядами. После этого удара город более не упоминается в письменных источниках, и его роль переходит к Шлезвигу, на территории которого самая ранняя строительная деятельность относится к 1071 году.
Представителем местной королевской династии Скьёльдунгов был Рорик Дорестадский, которого некоторые исследователи отождествляют с родоначальником династии Рюриковичей.
В последний раз Хедебю стал ареной исторических событий в 1848 году, когда в ходе датско-прусской войны на его территории, внутри полукруглого вала, был разбит военный лагерь. Сам вал был подновлён и предполагался к использованию в военных действиях.

## Археологическое изучение

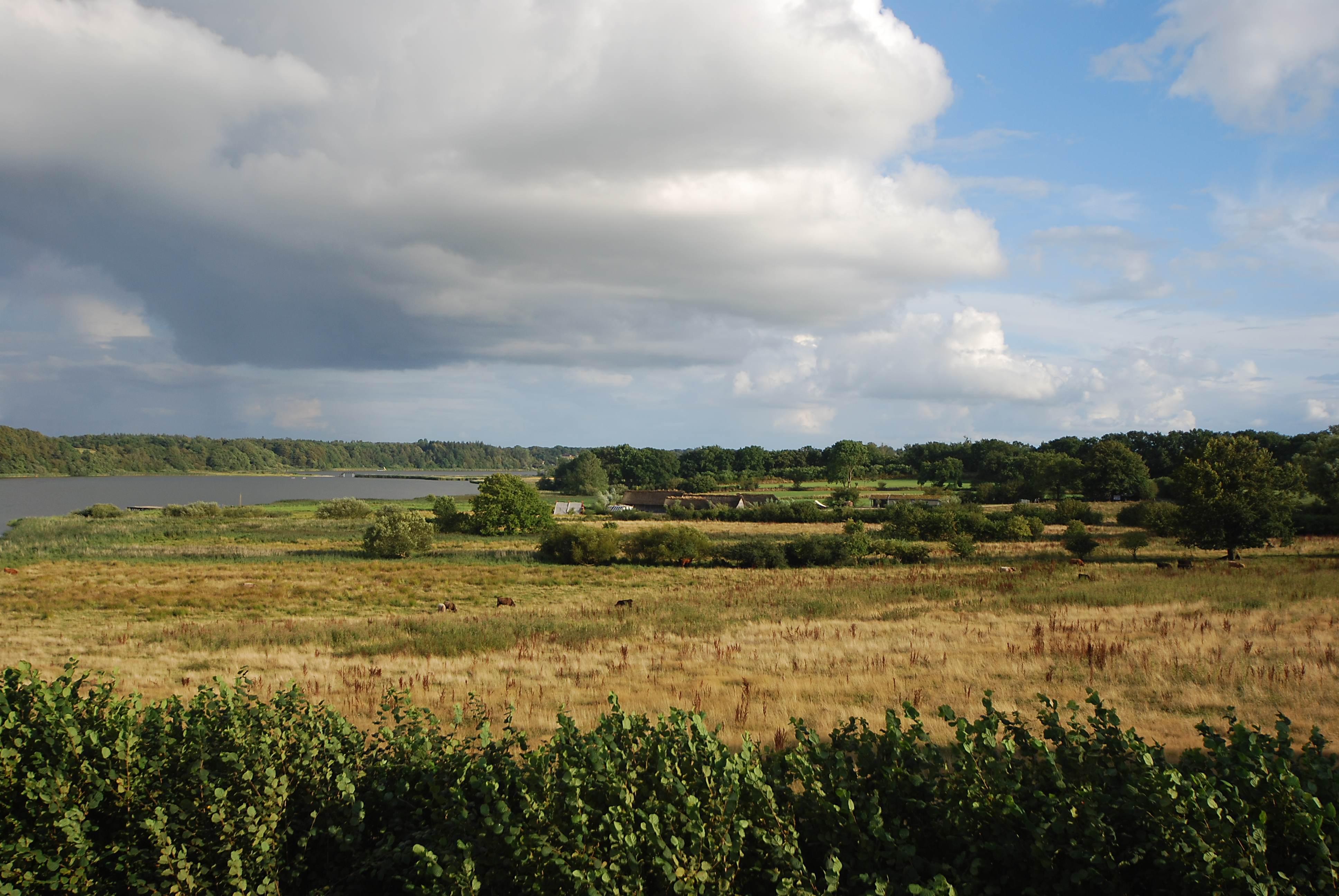
Общий вид археологического памятника.

Первым мысль о том, что поселение Хедебю находится на месте полукруглого вала высказал датский археолог Софус Мюллер после внимательного осмотра комплекса в 1897 году. Его правоту подтвердила Иоганна Месторф, директор Кильского музея отечественных древностей, организовавшая первые исследования городища в 1900 году. Раскопки продолжались 16 сезонов, вплоть до 1915 года, когда работы были прерваны первой мировой войной. В рамках этих исследований в 1908 году директор Кильского музея Фридрих Кнор раскопал уникальное камерное погребение в драккаре.
Изучение городища возобновилось в 1930 и продолжалось до 1939 года сначала под руководством Густава Швантеса, а затем — Герберта Янкуна. В это время были сформулированы основные вопросы истории раннесредневекового города и получены первоначальные данные о начале и конце культурной активности на городище, об истории застройки и структуре поселения, о его торговой и ремесленной активности, также как и о социальной и демографической структуре населения. Исследования Янкуна включали в себя два разведочных рва, прорезающих всё городище и пересекающихся под прямым углом, ряд шурфов, а также несколько раскопов, из которых особого внимания заслуживают юго-западный раскоп, вскрывший 10 камерных погребений в самом высоком месте городища и центральный раскоп, зафиксировавший строительную ситуацию с несколькими строительными горизонтами, рядом хорошо прослеживаемых домов, колодцами, укрепленными берегами ручья.
В 1959—1969 годах было исследовано Южное поселение за пределами полукруглого вала и значительная часть центрального городища.
В 1979—1980 годах под руководством директора Археологического музея земли Шлезвиг-Гольштейн Курта Шицеля были проведены работы в гавани Хедебю и, в том числе, обнаружены, подняты на поверхность и законсервированы два остова кораблей.
Важную часть научной деятельности в Хедебю составляют геофизические исследования. В 1981 году во время сонарного сканирования гавани был обнаружен третий остов корабля. В 2002 году начаты геофизические исследования всей территории внутри полукруглого вала. На настоящий момент они помогли уточнить важные сведения касательно структуры поселения, интенсивности застройки. Обследование поверхности с помощью металлоискателей в 2006 году позволило откорректировать представления о начале культурной деятельности в Хедебю (находки византийских печатей 2й половины VIII в.). В 2005 году в местах геомагнитных аномалий на городище начаты раскопки.
В 1985 году был создан Музей викингов в котором представлены важнейшие находки. Основные археологические коллекции хранятся в Археологическом музее земли Шлезвиг-Гольштейн Замке Готторф. В 2006 году был реконструирован участок городища на месте раскопок Курта Шицеля — восстановлено несколько домов, открытых в ходе исследования.

## Структура и развитие поселения

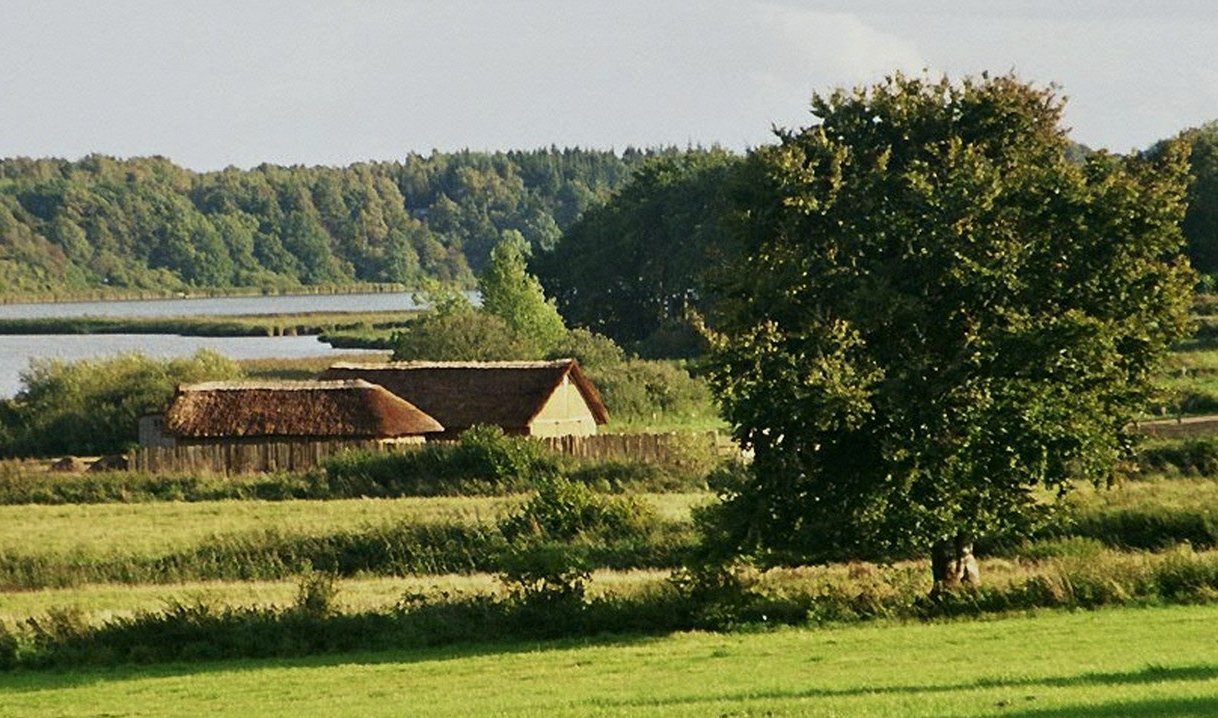
Реконструированные жилища викингов в Хедебю

Памятник состоит из городища, окруженного полукруглым валом, южного поселения вне вала, большого грунтового могильника южнее городища, камерного и грунтового могильников в юго-западной части городища, неопределенного укрепления с погребениями на север от вала (т. н. Hochburg) и четырёх рунических камней. Ближайшие аналоги захоронения воина в корабле с конём происходят из урочища Плакун близ Старой Ладоги. Традиция захоронения коня у ног всадника в одной и той же камере из Хедебю не находят параллелей в датских захоронениях, где кони находятся в отдельной от погребения камере, и была принесена в Хедебю шведскими захватчиками, перенявшими такой вид захоронений на Руси. Силье Айзеншмидт считала, что камерные захоронения у скандинавов это полностью заимствованная традиция.
Камерное погребение под ладьёй в Хедебю это захоронение эпохи викингов, которое было обнаружено немного южнее Хедебю в 1908 году. Гробница состоит из подземной погребальной камеры с тремя захоронениями и богатыми погребальными дарами. Сама гробница была покрыта курганом, в котором также находился закопанный корабль. Хотя погребение можно датировать примерно 850 годом, неф, вероятно, был построен между 825 и 850 годами. Неф из кургана, к сожалению, очень плохо сохранился. Основываясь на разбросе железных гвоздей, было высказано предположение, что длина корабля составляла 17-20 метров, а ширина — 2,7-3,5 метра. Корабль напоминает норвежский Тюнский корабль длиной 18-19 метров и шириной около 4 метров. Необычно расположение погребальной камеры внизу, а не на корабле. Погребальная камера построена из досок и имеет длину 3,7 метра и ширину 2,4 метра. Его деревянный пол лежал на глубине 1,9 метра под землей. Камера разделена на две части. Обнаруженные при раскопках в западной части предметы состояли из бронзовой чаши, стеклянного кубка, нескольких стрел, фрагментов орнаментированного щита, декоративного меча, шпор и нескольких ювелирных изделий. В восточной части были обнаружены обшитое железом деревянное ведро, два меча и укус лошади. В невысокой яме к востоку от погребальной камеры лежали скелеты трёх лошадей. Человеческие скелеты в камере принадлежат трём мужчинам первой половины IX века. Личность людей в могиле неизвестна. Может, двое из них были товарищами третьего. Франкские предметы в погребальной камере могут указывать на тесную связь с Франкской империей. В 826 году датский король Харальд Клак был крещен франкским императором Людовиком Благочестивым, который подарил ему и его соратникам богатые дары. Возможно, что некоторые франкские предметы в гробнице произошли от этого события.

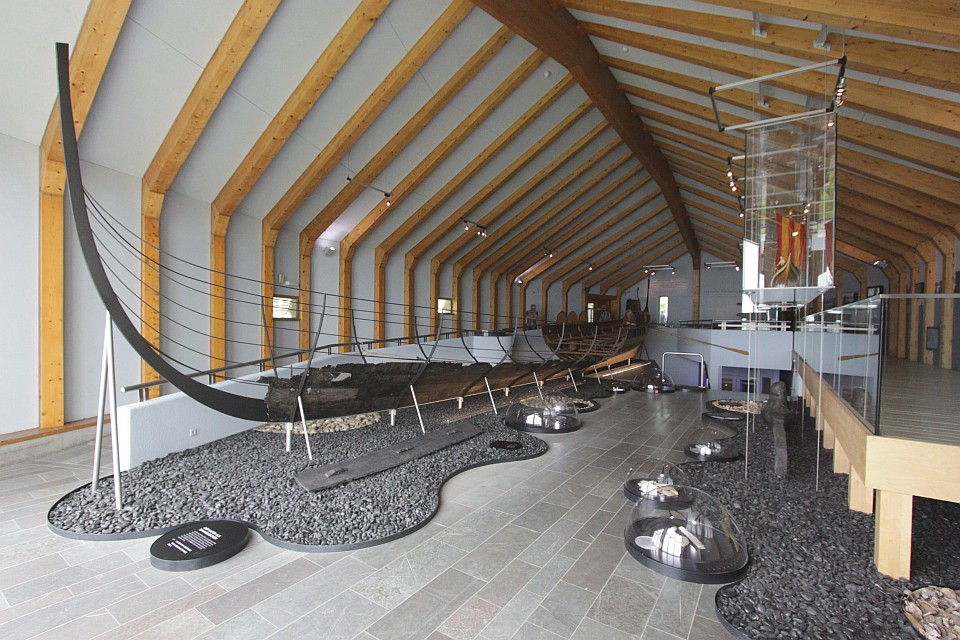
Корабль Хедебю 1 в Музей викингов (Хедебю) в Хедебю

Корабль Хедебю 1 эпохи викингов был найден в Хедебю в 1979 году. Считался самым длинным в Дании из найденных до того, как в 1997 году в Роскилле был обнаружен корабль Роскилле-6.
Первоначальное ядро поселения расположено на обоих берегах мелкого ручья, протекающего через территорию городища с запада на восток. Очень хорошая сохранность дерева для IX в. (по сравнению с почти не сохранившимися слоями X в.) позволяет довольно точно реконструировать строительную ситуацию первых фаз развития города. Правильная планировка, работы по укреплению берегов ручья, тщательно сконструированные улицы со сложным деревянным настилом и мостками говорят о существовании плана строительства города, возможно связанного с королём Годфредом.
В Хедебю известны все типы т. н. «длинных домов» и городских строительных техник эпохи викингов. В период расцвета в Хедебю жили примерно 1000 человек. В последние годы был пересмотрен тезис об исключительно торгово-ремесленном характере поселения, однако находки свидетельствуют о чрезвычайно широких торговых связях его жителей: серии находок указывают на активную коммуникацию со Скандинавией, Фризскими островами, саксами, франками и славянами. Вполне вероятно, что представители этих социумов могли постоянно проживать на территории города.
В X веке Хедебю становится крупнейшим известным нам центром в регионе: чеканка собственной монеты, постройка мощных укреплений, уплотнение и расширение городской застройки (расширяется до 24 га, возникает большой ремесленный квартал), расширение гавани — всё это свидетельствуют об особом статусе поселения.
В XI веке Хедебю теряет своё значение и городские функции переходят к Шлезвигу, появляющемуся на северном берегу фьорда Шлей.

## Видеоматериалы
Видеоролик с компьютерной реконструкцией Хедебю